# Meloe meridianus
Meloe meridianus là một loài bọ cánh cứng trong họ Meloidae. Loài này được Péringuey miêu tả khoa học năm 1892.